# 439 Ohio
439 Ohio este un asteroid din centura principală, descoperit pe 13 octombrie 1898, de Edwin Coddington.